# Hitoshi Sogahata
Hitoshi Sogahata (jap. 曽ヶ端準 Sogahata Hitoshi; ur. 2 sierpnia 1979 w Kashimie) – japoński piłkarz grający na pozycji bramkarza.

## Kariera klubowa
Od początku kariery Sogahata związany jest z klubem Kashima Antlers. Po ukończeniu Namino Primary School i Kashima Junior High School, rozpoczął w 1995 roku treningi w tym klubie. Do końca 1997 roku występował w drużynie młodzieżowej, a w 1998 trafił do kadry pierwszej drużyny. W J1 League zadebiutował 8 maja 1999 w wygranym 3:0 domowym spotkaniu z Avispą Fukuoka. Do 2000 roku był rezerwowym dla Daijiro Takakuwy, a po jego odejściu do Tokyo Verdy 1969 stał się pierwszym golkiperem zespołu. W 2002 roku wybrano go najlepszym bramkarzem J-League, a Kashima zajęła 4. miejsce w rozgrywkach ligowych. W 2003 roku Hitoshi zdobył A3 Champions Cup. W 2005 roku zakończył sezon z Antlers na 3. miejscu w tabeli, a w 2007 roku osiągnął swój największy sukces w dotychczasowej karierze – wywalczył swoje pierwsze mistrzostwo Japonii.
| Sezon | Klub            | Kraj    | Rozgrywki | Mecze | Bramki |
| ----- | --------------- | ------- | --------- | ----- | ------ |
| 1998  | Kashima Antlers | Japonia | J1 League | 0     | 0      |
| 1999  | Kashima Antlers | Japonia | J1 League | 4     | 0      |
| 2000  | Kashima Antlers | Japonia | J1 League | 2     | 0      |
| 2001  | Kashima Antlers | Japonia | J1 League | 21    | 0      |
| 2002  | Kashima Antlers | Japonia | J1 League | 30    | 0      |
| 2003  | Kashima Antlers | Japonia | J1 League | 30    | 0      |
| 2004  | Kashima Antlers | Japonia | J1 League | 27    | 0      |
| 2005  | Kashima Antlers | Japonia | J1 League | 34    | 0      |
| 2006  | Kashima Antlers | Japonia | J1 League | 22    | 0      |
| 2007  | Kashima Antlers | Japonia | J1 League | 32    | 0      |
| 2008  | Kashima Antlers | Japonia | J1 League |       |        |

## Kariera reprezentacyjna
W reprezentacji Japonii Sogahata zadebiutował 7 listopada 2001 roku w zremisowanym 1:1 towarzyskim spotkaniu z Włochami. W 2002 roku znalazł się w kadrze Philippe'a Troussiera na Mistrzostwa Świata 2002, którego współgospodarzem była Japonia. Tam był rezerwowym dla Yoshikatsu Kawaguchiego i nie wystąpił w żadnym spotkaniu. Ostatni mecz w kadrze rozegrał w 2003 roku. Łącznie w drużynie narodowej wystąpił 4 razy. W 2004 roku wziął udział z kadrą olimpijską w Igrzyskach Olimpijskich w Atenach.